# Nino Lema
Benigno 'Nino' Lema Mejuto (Vigo, Provincia de Pontevedra, España, 12 de septiembre de 1964) es un exfutbolista español. Jugó de defensa en clubes como RCD Español, Tenerife, Celta, Mallorca o Rayo Vallecano; y en la actualidad trabaja como ojeador para el FC Barcelona.

## Trayectoria

### Como jugador
La carrera de Nino Lema como jugador de fútbol estuvo marcada por jugar durante seis temporadas en la Primera División de España y otras tantas en la división de plata con las camisetas del RCD Español, CD Tenerife, Celta de Vigo, Real Mallorca y Rayo Vallecano. En su carrera cabe destacar los cinco ascensos de Segunda a Primera División conseguidos como futbolista. También jugó cedido por el Celta en el Arosa SC y CD Alcoyano, ambos en Segunda B.

### Como entrenador
Como técnico, el gallego Nino Lema ha entrenado al Club Deportivo Ciempozuelos y también al Torrellano CF, Santa Pola CF, Pego CF y FC Jove Español, todos ellos en la provincia de Alicante en la Tercera División Española. En la temporada 2007/2008 dirigió al CD Denia, en Segunda División B.
Tras poco más de un mes en el cargo, fue destituido en el Alicante CF el 7 de diciembre de 2008. Su lugar en el banquillo lo ocupó Manolo Jiménez González, que se convirtió en el cuarto entrenador del equipo en lo que va de temporada. Tras su destitución afirmó: "si lo sé, no ficho por el Alicante"  Archivado el 12 de diciembre de 2008 en Wayback Machine..
Lema, desde hace varios años viene desempeñando labores de docencia para los aspirantes a entrenador de fútbol de la Federación de Fútbol de la Comunidad Valenciana en su Delegación de Alicante.
Firmaría como entrenador del Orihuela CF sustituyendo a Sergio Inclán en noviembre de 2012 hasta que fue destituido en abril de 2013, dejando al equipo en puestos de descenso tal y como lo cogió cuando accedió al cargo, fue sustituido por Aroca.

## Clubes

### Como jugador
| Club                 | País   | Año       |
| -------------------- | ------ | --------- |
| Celta de Vigo        | España | 1984-1985 |
| Arosa SC (cedido)    | España | 1984-1985 |
| Celta de Vigo        | España | 1985-1987 |
| CD Alcoyano (cedido) | España | 1987-1988 |
| RCD Mallorca         | España | 1988-1989 |
| CD Tenerife (cedido) | España | 1988-1989 |
| RCD Espanyol         | España | 1989-1990 |
| Rayo Vallecano       | España | 1990-1996 |

### Como entrenador
| Club                     | País   | Año       |
| ------------------------ | ------ | --------- |
| Torrellano CF            | España | 1998-1999 |
| Santa Pola CF            | España | 1999-2002 |
| CD Ciempozuelos          | España | 2004-2006 |
| Pego CF                  | España | 2006-2007 |
| FC Jove Español          | España | 2007      |
| CD Denia                 | España | 2007/08   |
| Alicante CF              | España | 2008      |
| CD Denia                 | España | 2009/10   |
| Orihuela Club de Fútbol  | España | 2012/13   |
| Ontinyent Club de Futbol | España | 2013/14   |

- Datos: Q2835938